# After the Storm (album de Crosby, Stills & Nash)
Pour les articles homonymes, voir After the Storm.
Albums de Crosby, Stills & Nash
Carry On
(1991) Looking Forward
(1999)
After the Storm est le cinquième et dernier album studio de Crosby, Stills & Nash. Il est sorti en 1994 sur le label Atlantic Records.
À l'exception de la reprise de In My Life des Beatles, toutes les chansons sont écrites et composées par les membres du trio. En revanche, ils ne participent pas à la production de l'album, qui est entièrement assurée par Glyn Johns.

## Histoire
L'album est enregistré de janvier à juillet 1994 dans trois studios californiens :
- les O'Henry Sound Studios (en) de Burbank pour Only Waiting for You, Camera, It Won't Go Away, In My Life, Bad Boyz, After the Storm et Panama ;
- Groove Masters (en), le studio privé de Jackson Browne à Santa Monica, pour Unequal Love, Till It Shines et These Empty Days ;
- le studio Ocean Way Recording de Los Angeles pour Find a Dream et Street to Lean On.

## Fiche technique

### Titres
| No  | Titre                | Auteur                       | Durée |
| --- | -------------------- | ---------------------------- | ----- |
| 1.  | Only Waiting for You | Stephen Stills               | 3:57  |
| 2.  | Find a Dream         | Graham Nash                  | 3:51  |
| 3.  | Camera               | David Crosby, Stephen Stills | 4:18  |
| 4.  | Unequal Love         | Graham Nash                  | 4:44  |
| 5.  | Till It Shines       | David Crosby                 | 4:19  |
| 6.  | It Won't Go Away     | Stephen Stills               | 4:17  |
| 7.  | These Empty Days     | David Crosby, Graham Nash    | 2:30  |
| 8.  | In My Life           | John Lennon, Paul McCartney  | 2:20  |
| 9.  | Street to Lean On    | David Crosby                 | 3:35  |
| 10. | Bad Boyz             | Stephen Stills               | 4:16  |
| 11. | After the Storm      | Graham Nash                  | 3:34  |
| 12. | Panama               | Stephen Stills               | 4:15  |

### Musiciens

#### Crosby, Stills & Nash
- David Crosby : chant (3, 5, 9), guitare acoustique (2, 11), guitare National (11)
- Stephen Stills : chant (1, 2, 6, 10, 12), guitare acoustique (2, 3, 7, 8), guitare électrique (1, 2, 4, 6, 7, 12), guitare solo (2, 5, 10), guitare rythmique (2), basse (1, 6), piano (6)
- Graham Nash : chant (2, 4, 11), guitare acoustique (2, 4, 11), harmonica (2, 4, 11), piano (2)

#### Musiciens supplémentaires
- Ethan Johns – guitare électrique (2, 7, 9), guitare rythmique (2, 5, 10), guitare acoustique (7), Mandoloncelle (8), batterie (2, 5, 7, 9-11), percussions (2, 5, 10, 11),
- Christopher Stills : guitare acoustique (8), guitare espagnole (12), piano (7)
- Michael Hedges : guitare acoustique (9)
- James Hutchinson : basse (2, 4, 5, 7, 9)
- Alexis Sklarevski : basse (3, 10, 12)
- Daniel Friedberg : basse (11)
- Mike Finnigan (en) : orgue Hammond (1, 5, 6, 9, 10), synthétiseur (1), chœurs additionnels (1)
- Benmont Tench : orgue Hammond (4)
- Craig Doerge (en) : claviers (11)
- Joe Rotondi : claviers (12)
- Jody Cortez (en) : batterie (1)
- Tris Imboden (en) : batterie (3, 12)
- Rick Marotta : batterie (6, 10)
- Lenny Castro : percussions (1)
- Rafael Padila : percussions (3, 12)
- Jen Stills : chœurs additionnels (11)

### Équipe de production
- Glyn Johns : production